# Upset
Upset — американський поп-панк гурт, заснований у 2013 році.
Музичний стиль гурту — це суміш панк-року та поп-панку.

## Історія
Початковий склад гурту Upset:
- Алі Келер (Ali Koehler) — гітара, вокал,
- Дженніфер Прінс (Jenn Prince) — гітара, вокал,
- Кріс Хуарез (Chris Juarez) — бас-гітара,
- Патрісія Шемель (Patty Schemel) — барабани.

Прінс: "Нас об’єднала інша музика, яка нам дуже подобається, наприклад старий панк і старий павер-поп."
Келер: "Ми ледь не назвали гурт Forever Teens, тому що ми почуваємось  вічно молодими."
29 жовтня 2013 року гурт випустив свій дебютний альбом «She's Gone», на лейблі Don Giovanni Records.
Келер так пояснює вибір лейбла Don Giovanni Records: "Я з Нью-Джерсі, і я знала Джо, коли навчалася в коледжі, і я знаю його давно. Він, мабуть, бачив будь-який гурт, в якому я брала участь у своєму житті, навіть хренові гурти з середньої школи."
Після запису та випуску дебютного альбому «She's Gone» відбулись зміни у складі гурту: 
Кріс Хуарез одружився і переїхав до Англії;
гурт залишила Дженніфер Прінс;
до гурту приєднались гітаристка Лорен Фрімен (Lauren Freeman) та Рейчел Гальярді (Rachel Gagliardi) на бас-гітарі та вокалі. 
Келер — колишня барабанщиця гуртів Best Coast і Vivian Girls. 
Шемель здобула популярність як барабанщиця гурту Hole, а зараз також барабанить у гурті Death Valley Girls.
Поточний склад гурту Upset:
- Алі Келер (Ali Koehler),
- Лорен Фрімен (Lauren Freeman),
- Патрісія Шемель (Patty Schemel),
- Ніколь Снайдер (Nicole Snyder).

## Дискографія

### Альбоми
| Рік  | Назва      | Лейбл                | Формат                    |
| ---- | ---------- | -------------------- | ------------------------- |
| 2013 | She's Gone | Don Giovanni Records | 12" vinyl LP, CD, Digital |
| 2015 | 76         | Lauren Records       | 10" vinyl, CS, Digital    |
| 2019 | Upset      | Lauren Records       | 12” vinyl LP, Digital     |